# Kindraschiwka
Kindraschiwka (ukrainisch Кіндрашівка; russisch Кондрашовка Kondraschowka) ist ein Dorf im Nordosten der ukrainischen Oblast Charkiw mit etwa 800 Einwohnern.

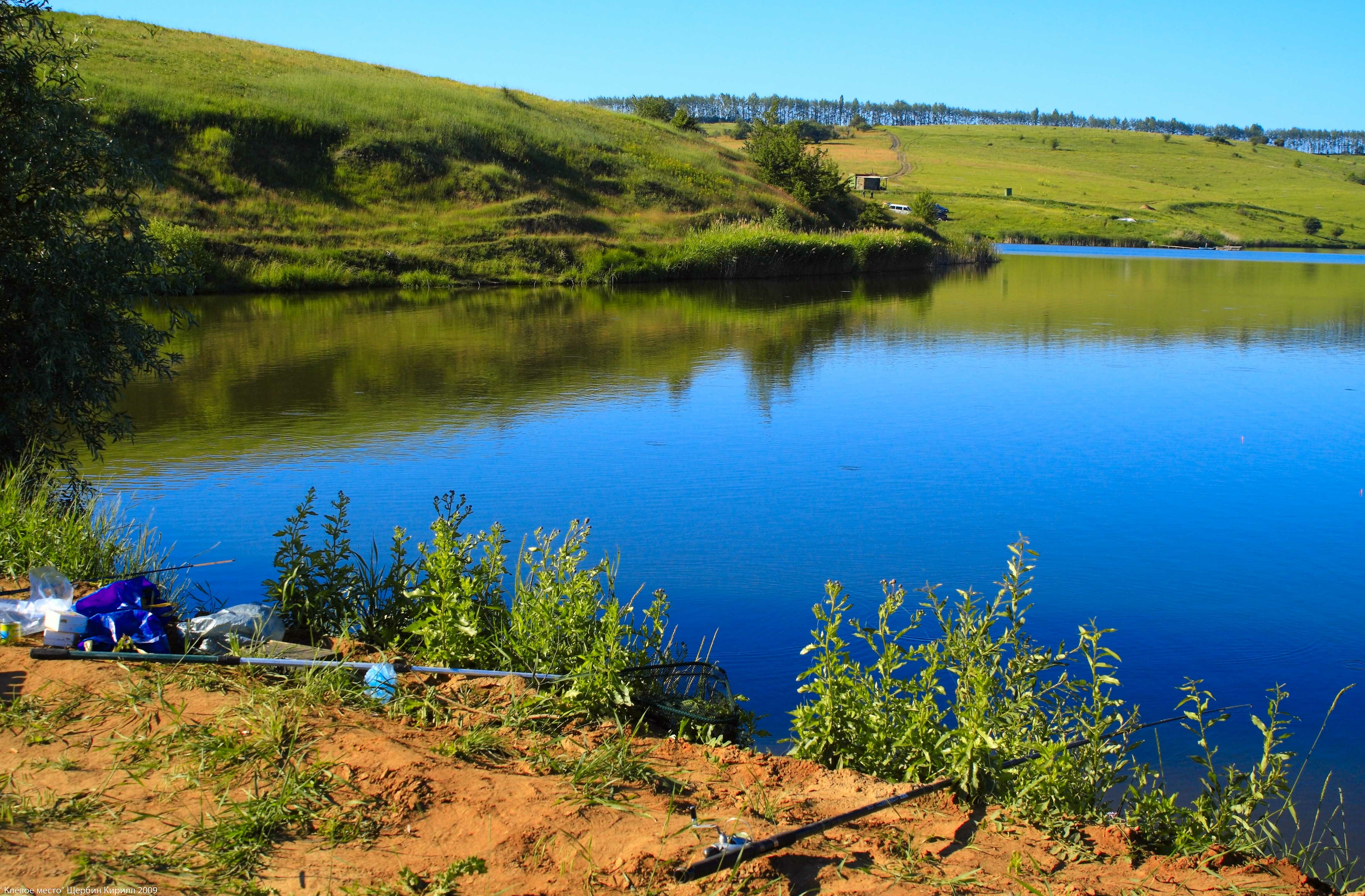
Blick auf den See beim Ort

Die Ortschaft entstand Ende des 18. Jahrhunderts und liegt an der Regionalstraße 79, etwa 100 km östlich von Charkiw entfernt.
Im Verlauf des Ukrainekrieges wurde der Ort im Februar 2022 durch russische Truppen besetzt, im Zuge der Ukrainische Gegenoffensive in der Ostukraine kam der Ort am 11. September 2022 wieder unter ukrainische Kontrolle.

## Verwaltungsgliederung
Am 12. Juni 2020 wurde das Dorf zum Zentrum der neugegründeten Landgemeinde Kindraschiwka (Кіндрашівська сільська громада/Kindraschiwska silska hromada). Zu dieser zählen auch die 31 in der untenstehenden Tabelle aufgelisteten Dörfer, bis dahin bildete das Dorf zusammen mit den Dörfern Holubiwka, Kalynowe, Mala Schapkiwka, Moskowska, Radkiwka, Soboliwka und Tyschtschenkiwka die gleichnamige Landratsgemeinde Kindraschiwka (Кіндрашівська сільська рада/Kindraschiwska silska rada) im Norden des Rajons Kupjansk.
Folgende Orte sind neben dem Hauptort Kindraschiwka Teil der Gemeinde:
| Name                     | Name             | Name                                    |
| ukrainisch transkribiert | ukrainisch       | russisch                                |
| ------------------------ | ---------------- | --------------------------------------- |
| Blahodatiwka             | Благодатівка     | Благодатовка (Blagodatowka)             |
| Doroschiwka              | Дорошівка        | Дорошовка (Doroschowka)                 |
| Jehoriwka                | Єгорівка         | Егоровка (Jegorowka)                    |
| Holubiwka                | Голубівка        | Голубовка (Golubowka)                   |
| Hruschiwka               | Грушівка         | Грушевка (Gruschewka)                   |
| Hussnyka                 | Гусинка          | Гусинка (Gussinka)                      |
| Kalynowe                 | Калинове         | Калиново (Kalinowo)                     |
| Kowaliwka                | Ковалівка        | Ковалевка (Kowalewka)                   |
| Kurotschkyne             | Курочкине        | Курочкино (Kurotschkino)                |
| Mala Schapkiwka          | Мала Шапківка    | Малая Шапковка (Malaja Schapkowka)      |
| Mykolajiwka Druha        | Миколаївка Друга | Николаевка Вторая (Nikolajewka Wtoraja) |
| Mykolajiwka Perscha      | Миколаївка Перша | Николаевка Первая (Nikolajewka Perwaja) |
| Monatschyniwka           | Моначинівка      | Моначиновка (Monatschinowka)            |
| Moskowka                 | Московка         | Московка                                |
| Netschwolodiwka          | Нечволодівка     | Нечволодовка (Netschwolodowka)          |
| Palamariwka              | Паламарівка      | Паламаревка (Palamarewka)               |
| Pryljutowe               | Прилютове        | Прилютово (Priljutowo)                  |
| Prossjanka               | Просянка         | Просянка                                |
| Radkiwka                 | Радьківка        | Радьковка (Radkowka)                    |
| Sadowe                   | Садове           | Садовое (Sadowoje)                      |
| Samboriwka               | Самборівка       | Самборовка (Samborowka)                 |
| Selyschtsche             | Селище           | Селище (Selischtsche)                   |
| Smorodkiwka              | Смородьківка     | Смородьковка (Smorodkowka)              |
| Soboliwka                | Соболівка        | Соболевка (Sobolewka)                   |
| Tyschtschenkiwka         | Тищенківка       | Тищенковка (Tischtschenkowka)           |
| Wassyliwka               | Василівка        | Василевка (Wassilewka)                  |
| Wassyliwka               | Василівка        | Василевка (Wassilewka)                  |
| Welyka Schapkiwka        | Велика Шапківка  | Великая Шапковка (Welikaja Schapkowka)  |
| Wyschniwka               | Вишнівка         | Вишневка (Wischnewka)                   |
| Wowtschyj Jar            | Вовчий Яр        | Волчий Яр (Woltschi Jar)                |
| Zybiwka                  | Цибівка          | Цыбовка (Zybowka)                       |